# Abelardo L. Rodríguez (Campeche)
Abelardo L. Rodríguez es una localidad del estado mexicano de Campeche. Es parte del municipio de Carmen.

## Toponimia
El nombre de la localidad rinde homenaje a Abelardo L. Rodríguez, presidente de México de 1932 a 1934.

## Demografía
| Gráfica de evolución demográfica |
|                                  |

| Censo | Población |
| ----- | --------- |
| 1980  | 387       |
| 1990  | 757       |
| 2000  | 1 115     |
| 2010  | 1 130     |
| 2020  | 1 309     |